# Brillo superficial
El brillo superficial es un concepto utilizado en astronomía para describir el brillo aparente de objetos astronómicos extensos (a diferencia de las estrellas, que aparecen como un punto), como galaxias y nebulosas.
Generalmente la magnitud aparente de un objeto indica su luminosidad en su conjunto. Si, por ejemplo, una galaxia tiene magnitud 12,5, significa que se ve la misma cantidad total de luz de la galaxia la que se vería en una estrella de igual magnitud. Sin embargo, mientras que las estrellas son tan pequeñas que se pueden considerar un punto en la mayor parte de las observaciones, una galaxia o nebulosa puede extenderse por varios segundos de arco (segundos de arco) o minutos de arco. Es por ello que con la misma magnitud una galaxia es más difícil de observar que una estrella, ya que el brillo de la galaxia se distribuye en un área mayor. El brillo superficial indica la facilidad de observación de un objeto.

## Descripción
Generalmente la magnitud aparente de un objeto indica su brillo en conjunto. Si, por ejemplo, una galaxia tiene magnitud 12,5, quiere decir que vemos la misma cantidad total de luz de la galaxia que de una estrella de la misma magnitud. Sin embargo, mientras que las estrellas son tan pequeñas que se puede considerar un punto en la mayor parte de las observaciones, una galaxia o nebulosa puede extenderse por varios segundos de arco (arcsec) o minutos de arco (arcmin). Es por ello que con la misma magnitud una galaxia es más difícil de observar que una estrella, ya que el brillo de la primera se distribuye en un área mayor. El brillo superficial indica lo fácilmente observable que es un objeto.
La magnitud total es una medida del brillo de un objeto extenso, como una nebulosa, un cúmulo, una galaxia o un cometa. Puede obtenerse sumando la luminosidad sobre el área del objeto. Alternativamente, se puede utilizar un fotómetro aplicando aberturas o rendijas de diferentes tamaños de diámetro. La luz de fondo se resta entonces de la medición para obtener el brillo total. El valor de magnitud resultante es el mismo que el de una fuente puntual que está emitiendo la misma cantidad de energía. La magnitud total de un cometa es la magnitud combinada de la coma y el núcleo.
La magnitud aparente de un objeto astronómico se da generalmente como un valor integrado: si se dice que una galaxia tiene una magnitud de 12,5, significa que vemos la misma cantidad total de luz de la galaxia que la que veríamos de una estrella con una magnitud de 12,5. Sin embargo, una estrella es tan pequeña que en la mayoría de las observaciones es una fuente puntual (el mayor diámetro angular, el de R Doradus, es de 0,057 ± 0,005 arcosegundo), mientras que una galaxia puede extenderse a lo largo de varios arcosegundos o minutos de arco. Por lo tanto, la galaxia será más difícil de ver que la estrella contra la luz de fondo airglow. La magnitud aparente es una buena indicación de la visibilidad si el objeto es puntual o pequeño, mientras que el brillo superficial es un mejor indicador si el objeto es grande. Lo que se considera pequeño o grande depende de las condiciones de visión específicas y se deduce de la ley de Ricco. En general, para evaluar adecuadamente la visibilidad de un objeto es necesario conocer ambos parámetros.
Esta es la razón por la que el límite extremo a simple vista se pueden ver estrellas hasta magnitud aparente 8, pero en el caso de las galaxias sólo se pueden ver hasta magnitud aparente 6,9.
| Objetos difusos visibles a simple vista | Magnitud aparente |
| Galaxia de Andrómeda (M31)              | 3,4               |
| Nebulosa de Orión (M42)                 | 4                 |
| Galaxia del Triángulo (M33)             | 5,7               |
| Galaxia de Bode (M81)                   | 6,9               |

## Cálculo del brillo superficial
El brillo superficial se suele medir en magnitudes por arcsec cuadrados. Como la magnitud es logarítmica, el cálculo del brillo superficial no puede hacerse simplemente dividiendo la magnitud entre el área. En vez de ello, para un objeto de magnitud m que se extiende por un área de A arcsec cuadrados, el brillo superficial S  viene dado por:
El brillo superficial es la relación entre brillo aparente H y el área F:
{\displaystyle B={\frac {H}{F}}}
o logarítmico en magnitudes:
{\displaystyle B_{\text{mag}}=-2{,}5\cdot \log {\frac {H}{F}}}
Si la magnitud aparente del objeto se sustituye por la magnitud aparente m en magnitudes, el resultado es
{\displaystyle B_{\text{mag}}=m+2{,}5\cdot \log F} o bien
{\displaystyle S=m+2,5\cdot \log _{10}A\,\!}
El brillo superficial es constante con la distancia de luminosidad. Para objetos cercanos, la distancia de luminosidad es a la distancia física del objeto. El flujo radiativo de un objeto cercano decrece con el cuadrado de la distancia al objeto. Por otro lado, el área física que corresponde a un ángulo sólido dado aumenta con el cuadrado de esta misma distancia. Esto resulta en una cancelación mutua de la dependencia de ambos parámetros en la distancia, lo que convierte al brillo superficial en una constante.
A medida que un objeto se vuelve más débil, también se vuelve correspondientemente más pequeño en su área visual. En términos geométricos, para un objeto cercano que emite una determinada cantidad de luz, el flujo de radiación disminuye con el cuadrado de la distancia al objeto, pero el área física correspondiente a un ángulo sólido o área visual determinado (por ejemplo, 1 segundo de arco cuadrado) disminuye. en la misma proporción, dando como resultado el mismo brillo superficial. Para objetos extensos como nebulosas o galaxias, esto permite estimar la distancia espacial desde el brillo de la superficie utilizando el módulo de distancia o distancia de luminosidad .

## Relación entre unidades
El brillo superficial dado en unidades de magnitudes se relaciona con el brillo superficial dado en unidades de luminosidades solares a través de
{\displaystyle S(\mathrm {mag} /\mathrm {arcsec} ^{2})=M_{V,\odot }+21,57-2,5\log S(L_{\odot }/\mathrm {pc} ^{2}),}
con {\displaystyle M_{V,\odot }} la magnitud absoluta del Sol en la banda visible, {\displaystyle S(\mathrm {mag} /\mathrm {arcsec} ^{2})} el brillo superficial en unidades de magnitud por segundo de arco cuadrado y {\displaystyle S(L_{\odot }/\mathrm {pc} ^{2})} el mismo, dado en unidades de luminosidades solares por pársec cuadrado.

## Ejemplos
Un cielo verdaderamente oscuro tiene un brillo superficial de 10-4 cd m−2 o 21,8 mag arcseg−2

El brillo superficial máximo de la región central de la nebulosa de Orión es de unos 17 Mag/arcseg2 (aproximadamente 14 milinit) y el resplandor azulado exterior tiene un brillo superficial máximo de 21,3 Mag/arcseg2 (unos 0,27 milinits).